# NPO Energomaš
NPO Energomaš je hlavní ruský výrobce raketových motorů. Společnost vyvíjí a vyrábí raketové motory na kapalná paliva. Energomaš pochází ze sovětské konstrukční kanceláře OKB-456, která byla založena v roce 1946. NPO Energomaš získala své nynější jméno 15. května 1991, na počest svého bývalého hlavního konstruktéra raketových motorů Valentina Gluška.
Energomaš je známý svou dlouhou historií používaní paliva LOX/RP-1. Pozoruhodnými příklady jsou motory RD-107/RD-108 používané na raketách rodiny R-7 a motory RD-170, RD-171 a RD-180 používané na nosičích Energia, Zenit a Atlas V.

## Nosiče s motory Energomaš
| Nosič     | Motor              |
| --------- | ------------------ |
| Angara    | RD-191             |
| Eněrgija  | RD-170             |
| Voschod   | RD-107, RD-108     |
| Vostok    | RD-107, RD-108     |
| Molnija   | RD-107MM, RD-108MM |
| Sojuz-FG  | RD-107A, RD-108A   |
| Sojuz 2   | RD-107A, RD-108A   |
| Proton-K  | RD-253             |
| Proton-M  | RD-275M            |
| Sojuz 5   | RD-171MV           |
| Zenit     | RD-171             |
| Dněpr     | RD-263             |
| Cyklon    | RD-252             |
| Antares   | RD-181             |
| Atlas III | RD-180             |
| Atlas V   | RD-180             |
| Naro-1    | RD-151             |

## Galerie

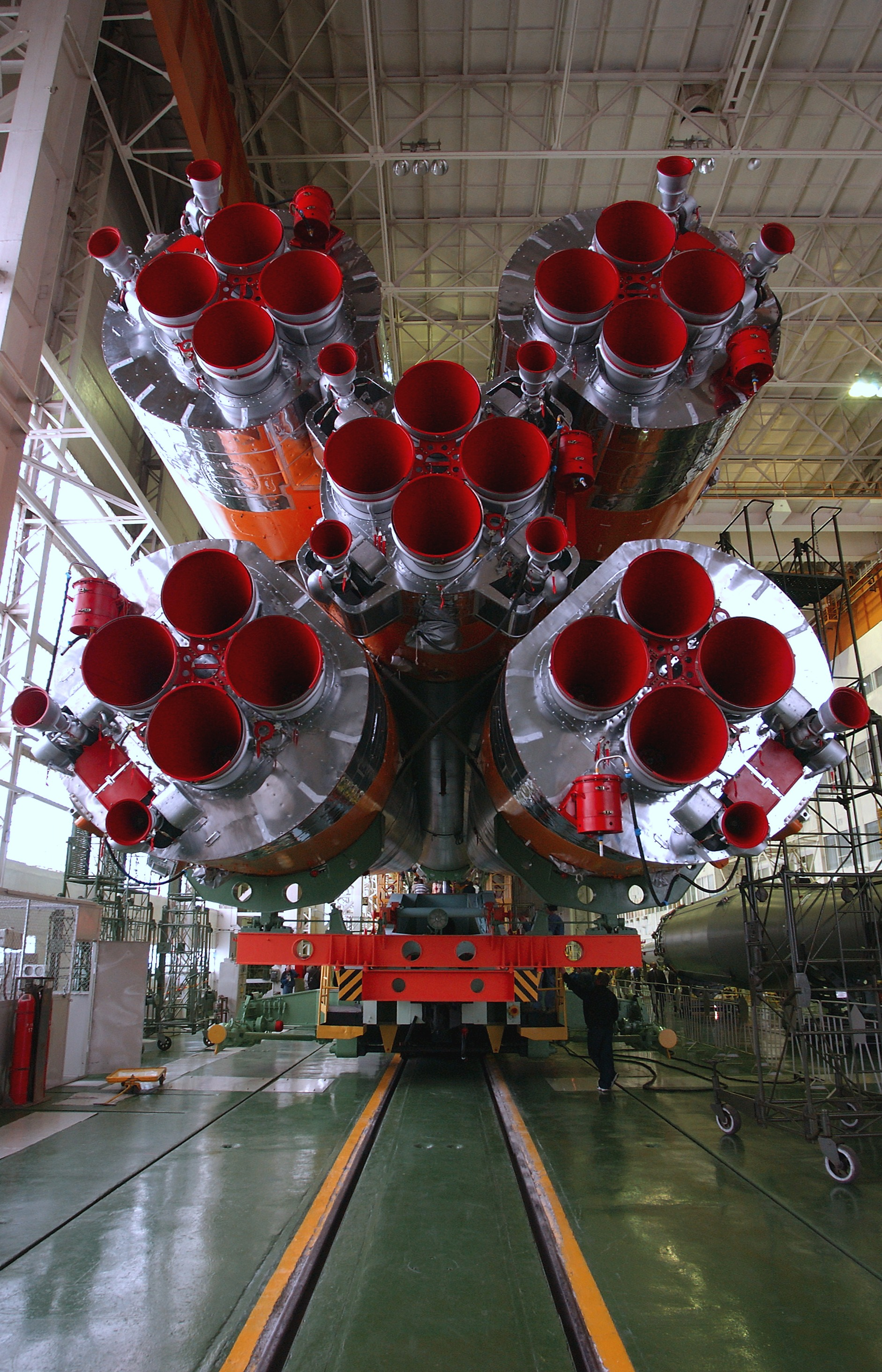
Motory rakety Sojuz-FG: RD-107A na postranních stupních a RD-108A na centrálním stupni
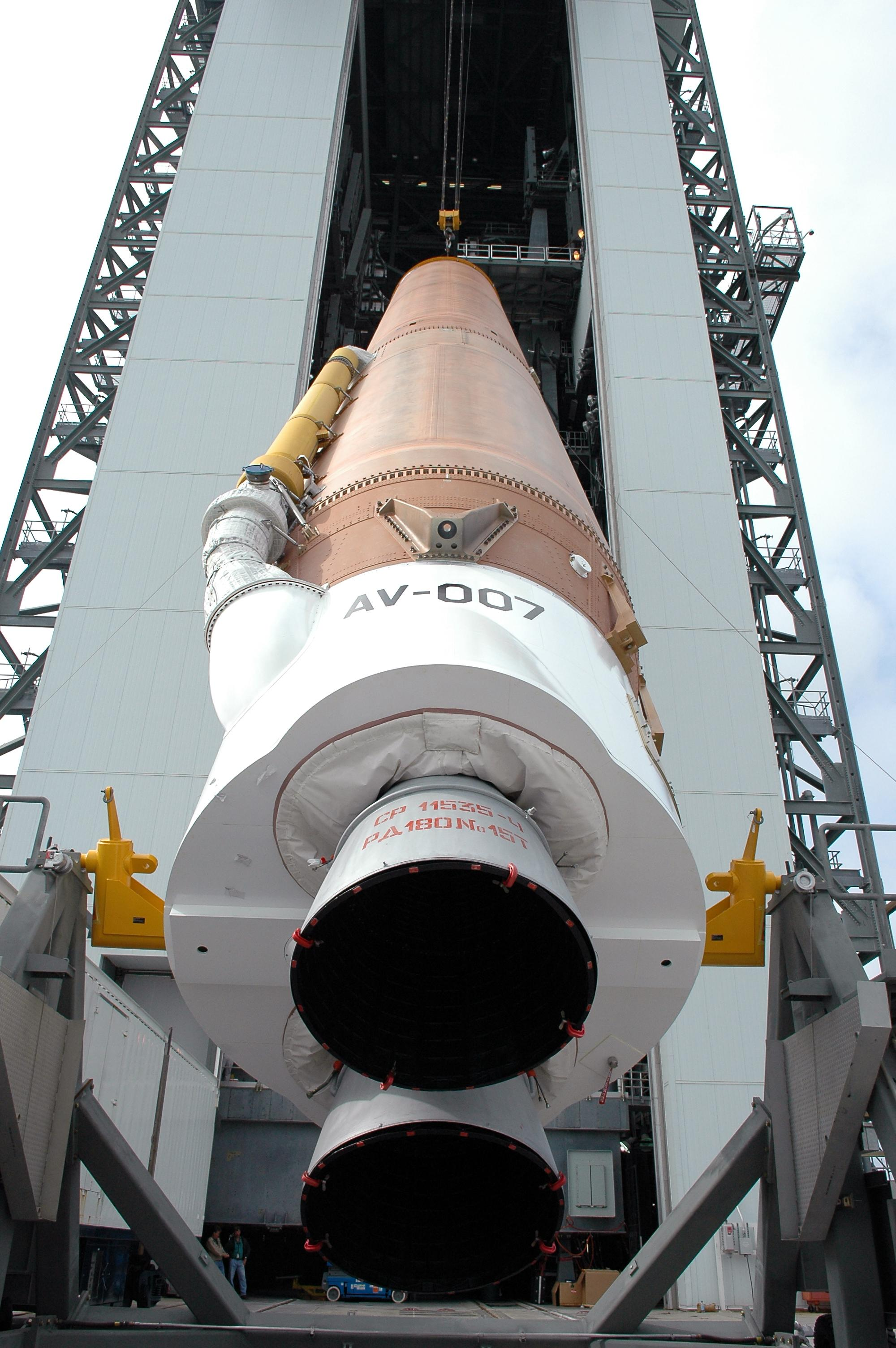
Dvoukomorový motor RD-180 na raketě Atlas V
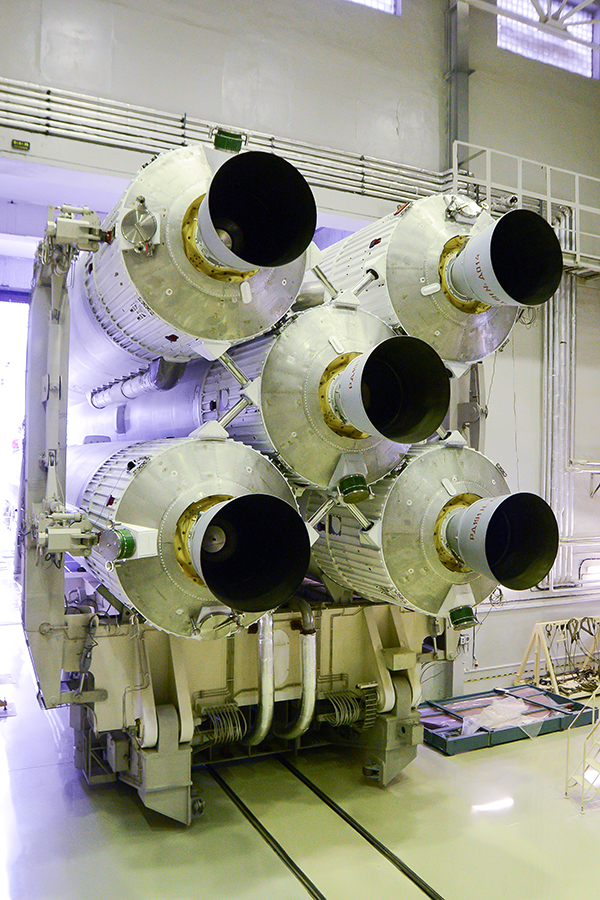
Jednokomorové motory RD-191 na raketě Angara A5
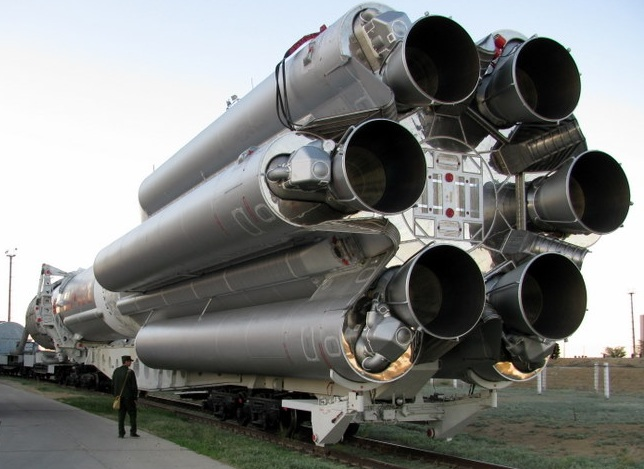
Motory RD-275M na raketě Proton-M